# Nicolaas Vroom
Nicolaas Rudolph Alexander Vroom (Amsterdam, 12 juli 1915 - Baarn, 11 augustus 1995) was een Nederlands kunsthistoricus.

## Levensloop
Vroom studeerde kunstgeschiedenis aan de Katholieke Universiteit Nijmegen. 
Tijdens de Tweede Wereldoorlog was hij adjunct van dr. J. E. van Gelder, Directeur van het Rijksbureau voor kunsthistorische documentatie in Den Haag. Hij was in de gelegenheid lijsten op te stellen en documentatie te verzamelen betreffende kunstwerken die de nazi's in Nederland geroofd hadden. Hij schatte het aantal verdwenen schilderijen op minstens twintigduizend.
Na de oorlog bleef hij geïnteresseerd in alle vormen van kunstuiting, schreef hierover boeken, artikels en catalogi voor tentoonstellingen. 
Hij ontving verschillende prestigieuze eretekens in Nederland, België, Frankrijk, Zweden en Italië.

## Monuments Man
Onmiddellijk na de Bevrijding werkte Vroom bij de Stichting Nederlands Kunstbezit, die belast werd door de regering om de geroofde Nederlandse kunstobjecten terug te vinden. 
Hij maakte deel uit van de Monuments Men en trok op zoek in de verzamelplaatsen van teruggevonden goederen, identificeerde wat aan Nederland moest worden teruggegeven en coördineerde de verscheping of verzending ervan. In februari 1946 nam hij zestien belangrijke schilderijen in ontvangst die uit Amsterdam afkomstig waren en in een schuiloord in Bremen waren ontdekt.

## Publicaties

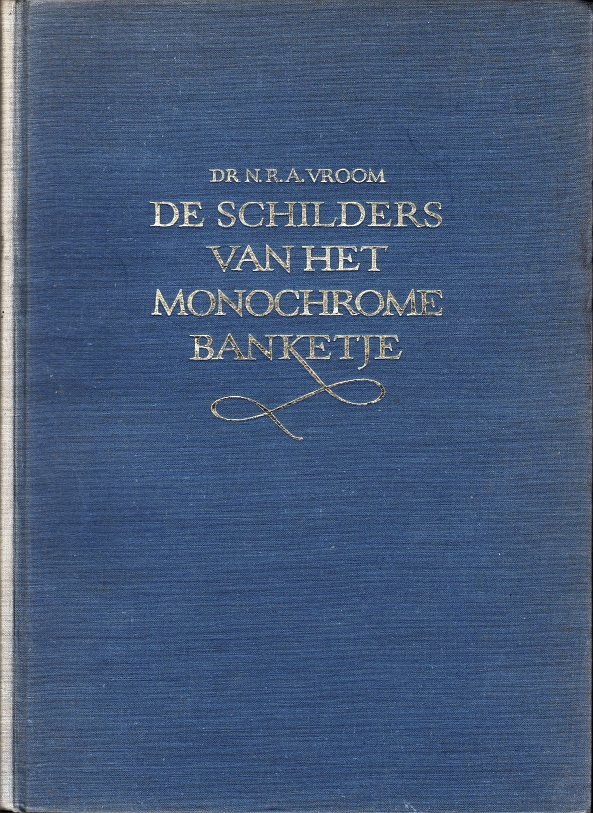
De schilders van het monochrome banketje

- De schilders van het monochrome banketje (proefschrift Nijmegen), Amsterdam, Kosmos, 1945.
- 28 Hedendaagse Amerikaanse Grafische Kunstenaars, 1968.
- A Modest Message as Intimated by the Painters of the "Monochrome Banketje", Schiedam, Interbrook International, 1980.